# 千佛山
36°38′11″N 117°01′47″E / 36.63639°N 117.02972°E

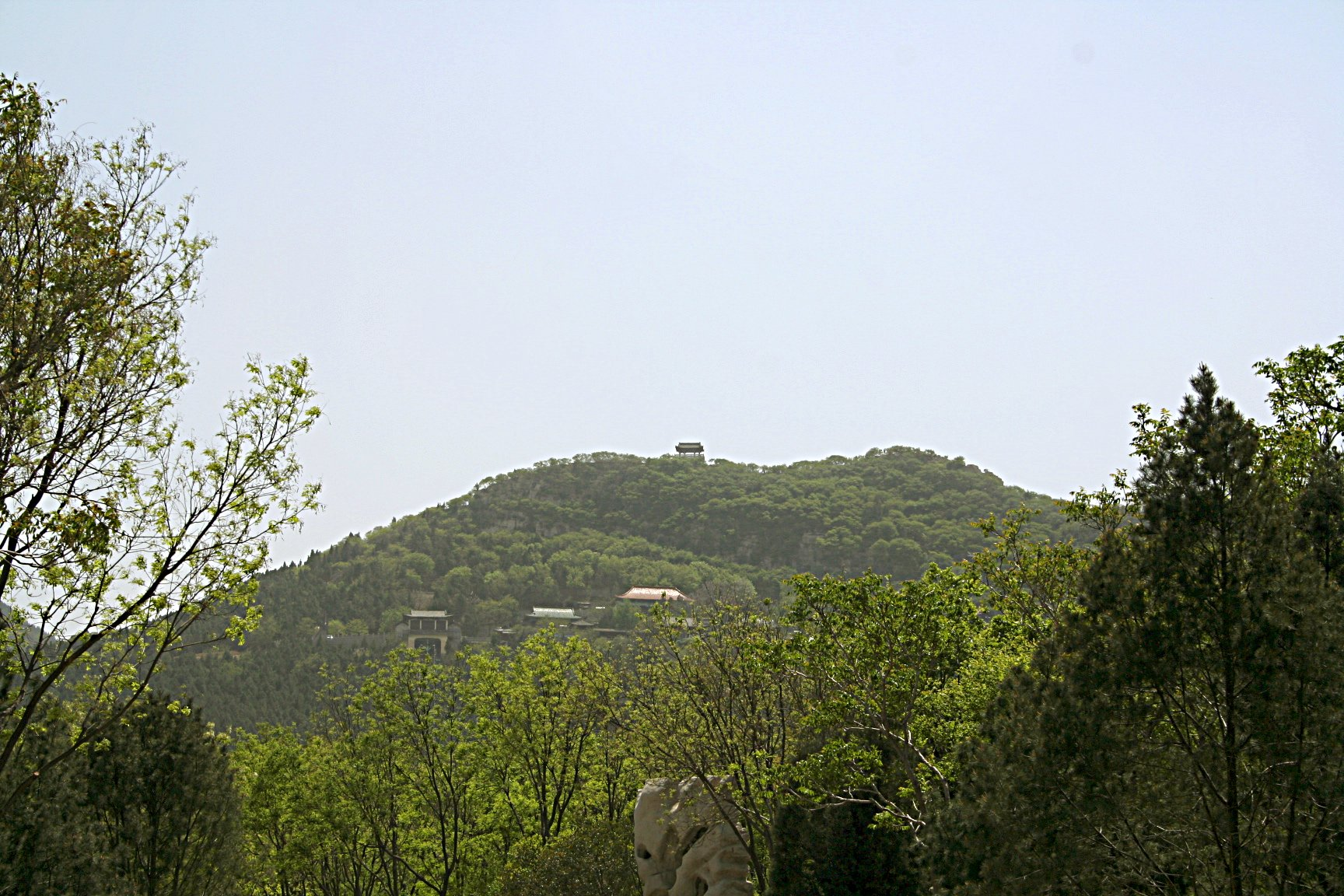
千佛山北麓

千佛山位于中国山东省济南市南郊，是济南的名胜，是泰山的北端余脉，海拔285米。

## 历史
现代又称历山，春秋时称“靡笄山”，战国时称“靡山”，传说舜曾经躬耕于此山脚下，所以也叫做舜耕山，曾建有舜祠。隋开皇年间（581年-600年），佛教盛行，随山势雕刻了数千尊佛像，故名千佛山，并建“千佛寺”。唐贞观年间（627年-649年），将千佛寺重新修葺，并改称“兴国禅寺”。

## 景点

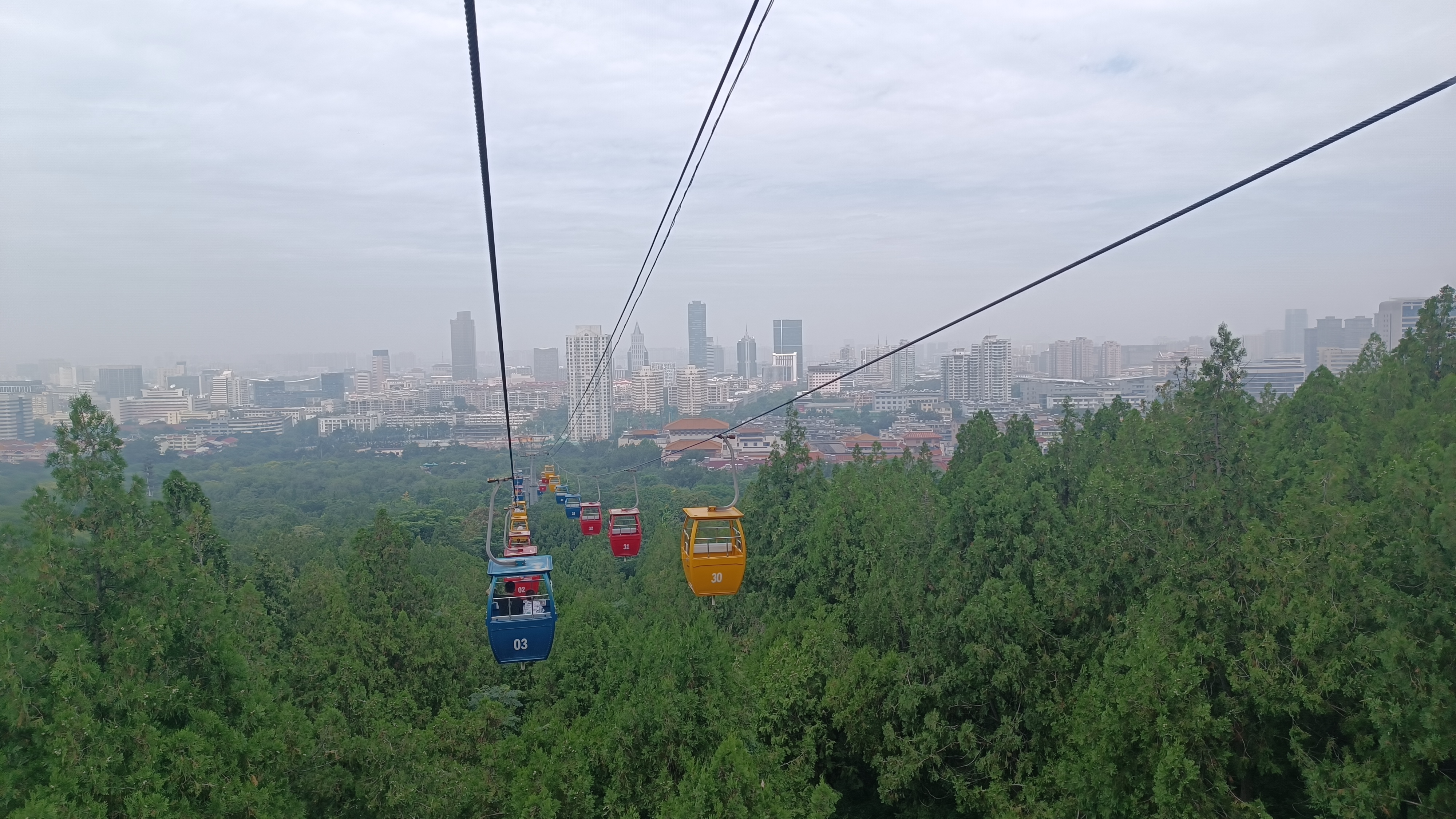
缆车

由千佛山向北方眺望，可以看到黄河，以及华不注山（又称华山）、鹊山、匡山、标山等几座小山。这一景色被称为“长河一线，齐烟九点”。千佛山半山腰有一牌坊，上书“齐烟九点”四字。山上还有文昌阁、舜祠、一览亭、兴国禅寺等建筑。山东麓有辛亥革命烈士纪念碑。

## 同名地點
台灣台南市關廟區的菩提寺，在釋白雲擔任菩提寺住持時，將此地命名為千佛山。

## 延伸阅读
[在维基数据编辑]
 《欽定古今圖書集成·方輿彙編·山川典·歷山部》，出自陈梦雷《古今圖書集成》